# 修徳寺
修徳寺（しゅうとくじ、スドクサ、수덕사）は、大韓民国忠清南道礼山郡にある仏教寺院である。曹渓宗の五大叢林の一つで徳崇叢林と呼ばれている。また曹渓宗の第7教区本寺である。
徳崇山の斜面に位置している。大雄殿（大韓民国指定国宝第49号）は 1308年（高麗忠烈王34年）に建立されたもので、韓国最古の木造建物の一つと考えられている。また、寺の境内から百済の瓦が出土したことから、もとは百済の寺とされている。

## 歴史
曹渓宗（大韓仏教曹渓宗）は寺の創建を384年（百済枕流王元年）としている。正史『三国史記』によると、百済に初めて仏教が伝来したのが384年9月である。『三国史記』や『三国遺事』に修徳寺に関する記述は一切なく、384年創建の根拠は不明である。また百済の智明という僧が599年（恵王元年・法王元年）に創建したという説もある。
現在の伽藍配置は1308年以降に形作られたものである。日本統治時代の1937年から1940年にかけて大雄殿の解体補修が行われたが、その際に発見された墨書に1308年（忠烈王34年）の建立と書かれていた。
李氏朝鮮の時代、太宗による1407年（太宗7年）の仏教弾圧の際、存続を許された88寺院の中に修徳寺という名前はないため、廃寺になったようである。世宗による1424年（世宗6年）の仏教弾圧の際も、存続を許された36寺院の中に名前はなく、引き続き廃寺だったようである（朝鮮の仏教#李氏朝鮮時代の仏教弾圧）。
1865年に宋満空禅師が復興を行い、これにより禅宗の修行場となった。
1970年代になり、一柱門（いっちゅうもん）、鐘楼、金剛門などが建立された。

## 伽藍
伽藍は徳崇山一帯を占有するもので、その山中に幾つかの子院や庵を有し、その門前には門前町を形成している。柱に如意珠を咥える竜頭を刻む『徳崇山修徳寺』と書かれた『一柱門』を入ると、高麗時代の造営という石段にぶつかり、『祖印精舎（そいんしょうじゃ）』、太鼓楼、1973年落慶の鐘楼、高麗時代の建造という三層石塔などを配置する境内に到る。その奥に『大雄殿』を配する庭があり、僧の修行の場たる『青蓮堂（しょうれんどう）』に加え、七層石塔、『白蓮堂（びゃくれんどう）』などの事物を内に置いている。

## 文化財
大雄殿
1308年に建造された木造の建物で、浮石寺の『無量寿殿（むりょうじゅでん）』や鳳停寺の『極楽殿（ごくらくでん）』とともに韓国最古の木造建物の一つとして国宝（第49号）に指定されている。安置仏は、中央に釈迦如来、その両脇に阿弥陀如来と薬師如来。2.4mの高さの石壇の上に『大雄殿』との額を掛けたこの建物は、高麗建築の優美な特色を色濃く示すものと評されている。
槿域聖宝館
大韓民国全土に散っていた仏教文化遺産を集積した建物で、日本の飛鳥寺の支援を得て会館したものという。名にある『槿』とは、大韓民国の国花たる『ムクゲ』のことである。